# Neromia simplexa
Neromia simplexa är en fjärilsart som beskrevs av Brandt 1938. Neromia simplexa ingår i släktet Neromia och familjen mätare. Inga underarter finns listade i Catalogue of Life.